# ریچارد ریوس
ریچارد ریوس مونتویا (انگلیسی: Richard Ríos؛ زادهٔ ۲ ژوئن ۲۰۰۰) بازیکن فوتبال اهل کلمبیا است که برای باشگاه فوتبال پالمیراس در پست هافبک میانی بازی می‌کند.